# رولف بلوخ هانسن
رولف بلوخ هانسن (بالنرويجية البوكمول: Rolf Bloch Hansen)‏ هو عسكري نرويجي، ولد في 12 أكتوبر 1894، وتوفي في 5 مايو 1981.